# 迪瓦地区索洛尔
迪瓦地区索洛尔（法語：Solaure en Diois，法語發音：[sɔlɔʁ ɑ̃ diwa]）是法国德龙省的一个市镇，位于该省东部，属于迪镇区。

## 地名
迪瓦（Diois）是法国德龙省的一个传统地区。“索洛尔”（Solaure）指的是索洛尔山（mont Salaure）或索洛尔洞穴（grotte du Solaure）。

## 历史
迪瓦地区索洛尔成立于2016年1月1日，由迪瓦地区艾克斯和莫利耶尔格朗达两个市镇合并而成为，其中迪瓦地区艾克斯为政府驻地。

## 地理
迪瓦地区索洛尔（44°42'38"N, 5°24'7"E）面积19.36 平方千米，位于法国奥弗涅-罗讷-阿尔卑斯大区德龙省，该省份为法国东南部内陆省份，北起顺时针与伊泽尔省、上阿尔卑斯省、上普罗旺斯阿尔卑斯省、沃克吕兹省和阿尔代什省接壤。
与迪瓦地区索洛尔接壤的市镇（或旧市镇、城区）包括：欧雷勒、巴尔萨克、迪镇、拉瓦勒代克斯、迪瓦地区蒙莫尔、圣罗芒。
迪瓦地区索洛尔的时区为UTC+01:00、UTC+02:00（夏令时）。

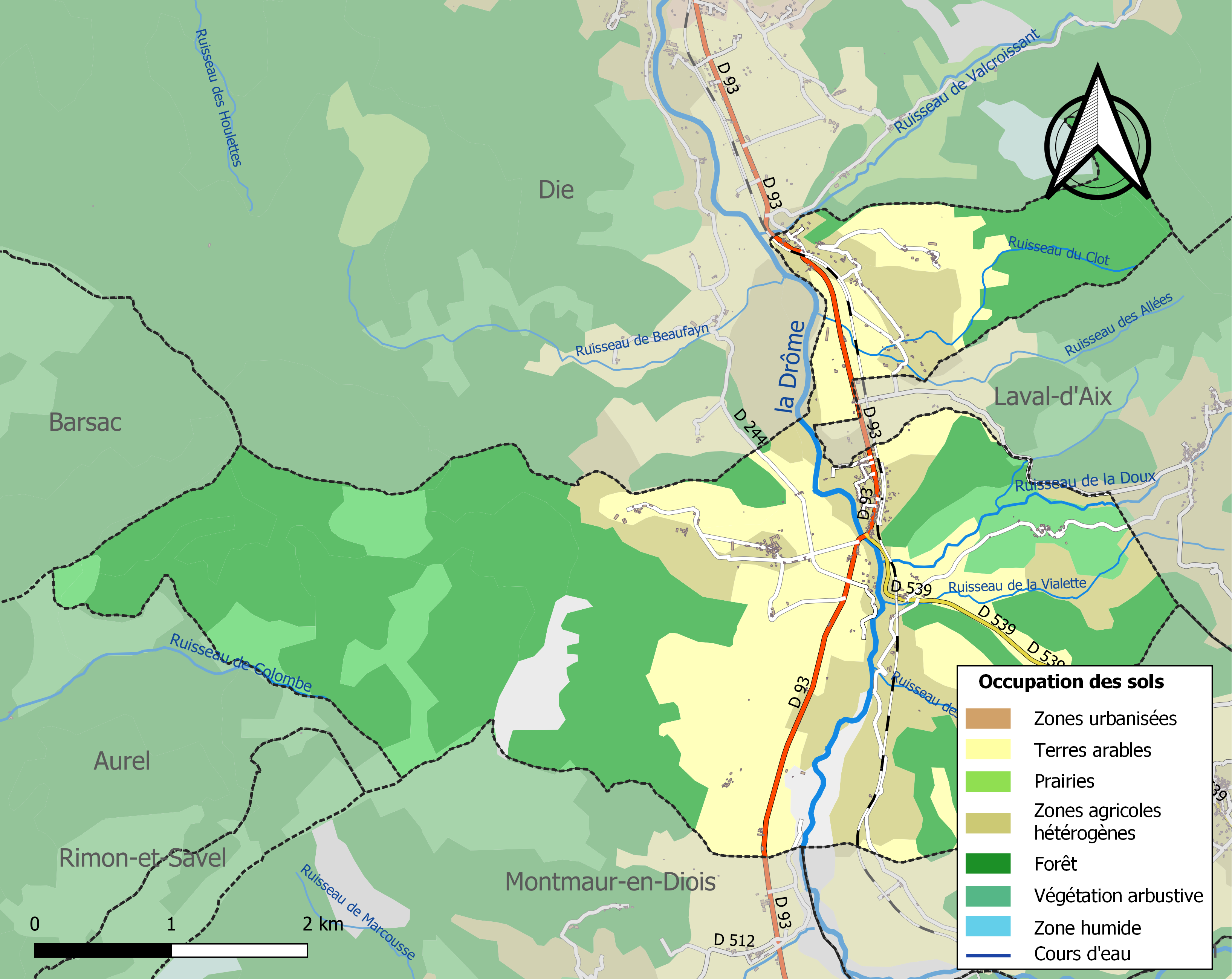
迪瓦地区索洛尔的OSM定位图

## 行政
迪瓦地区索洛尔的邮政编码为26150，INSEE市镇编码为26001。

## 政治
迪瓦地区索洛尔所属的省级选区为迪瓦县。

## 人口
迪瓦地区索洛尔于2022年1月1日时的人口数量为444人。